# Instituto de Vivienda, Infraestructura y Equipamiento de la Defensa
El Instituto de Vivienda, Infraestructura y Equipamiento de la Defensa (INVIED) es un organismo autónomo de España, dependiente del Ministerio de Defensa, y adscrito a la Secretaría de Estado de Defensa, que se encarga de la administración y explotación de los bienes inmobiliarios y de otro tipo de bienes muebles (armamento, material, equipamiento...), así como la ejecución de obras.
Igualmente, se encarga de facilitar la movilidad del personal militar de las Fuerzas Armadas mediante la entrega de compensaciones económicas, el alquiler de viviendas o la concesión de ayudas económicas para la compra de vivienda en el mercado libre.
El actual director gerente del INVIED es el general de brigada de Intendencia en la reserva Sebastián Marcos Morata desde el 22 de febrero de 2021.

## Creación
El INVIED fue creado por la disposición adicional quincuagésima primera de la Ley de Presupuestos Generales del Estado del año 2009. Esta disposición aprobaba la refundición del Instituto para la Vivienda de las Fuerzas Armadas y la Gerencia de Infraestructura y Equipamiento de la Defensa. Esta disposición se ejecutó finalmente en octubre de 2010, con la aprobación de los Estatutos del organismo.
Posteriormente, mediante la Ley 15/2014, de 16 de septiembre, de racionalización del Sector Público y otras medidas de reforma administrativa y, en cumplimiento de lo establecido por la Comisión para la Reforma de las Administraciones Públicas, se aprueba la integración del Servicio Militar de Construcciones en el INVIED, con fecha de 1 de octubre de 2015. En 2017 se actualizan los Estatutos del organismo, que entre otras novedades suprime el Servicio Militar de Construcciones al asumir el INVIED definitivamente sus funciones.

## Funciones
Las funciones del Instituto de Vivienda, Infraestructura y Equipamiento de la Defensa se pueden encuadrar en las siguientes áreas de actuación:
- La enajenación de inmuebles y bienes muebles del Ministerio de Defensa.
- La utilización y explotación comercial y económica de los bienes en dominio público.
- La atención a la movilidad geográfica de los miembros de las Fuerzas Armadas.
- La redacción de los proyectos y la elaboración de los pliegos de prescripciones técnicas relacionados con la urbanización o la edificación de inmuebles.
- La dirección de obras cuando proceda, así como la gestión de su ejecución.

## Financiación
El INVIED tiene varias vías de financiación, siendo las principales las partidas que le otorguen los Presupuestos Generales del Estado y sus ingresos propios por la administración de bienes.
En relación con estos últimos; los ingresos procedentes de las actividades inmobiliarias y urbanísticas del Instituto tienen cinco finalidades:
1. Garantizar la financiación para su propio funcionamiento.
2. La construcción o la adquisición de infraestructura y equipamiento para su uso por las Fuerzas Armadas.
3. El cumplimiento de los fines de atención a la movilidad geográfica del personal militar.
4. La profesionalización y modernización de la Defensa y del personal al servicio de la misma.
5. La contribución al desarrollo de programas específicos de investigación, desarrollo e innovación en este mismo ámbito.